# Копра, Тимоти Леннарт
Тимоти Леннарт Копра (англ. Timothy Lennart Kopra, род. 9 апреля 1963 года) — американский астронавт-исследователь НАСА. Имеет финские корни.
Первый космический полёт совершил в 2009 году, его продолжительность составила 58 суток. Второй полёт начался 15 декабря 2015 года.

## Биография
Тимоти Копра родился в Остине, столице штата Техас, в семье Леннарта Лаури Копра и Марты Копра. Дед Тимоти с отцовской стороны, Антти Копра (1890—1968), был родом из Финляндии — из деревни Лаавола прихода Валкъярви (сейчас — Мичуринское сельское поселение Ленинградской области); в США он переселился в 1910 году (по другим данным — в 1915 году) как лютеранский миссионер. Бабушка Тимоти с отцовской стороны, Эстер Саксинен, также была родом из Финляндии — из Хельсинки, она переселилась в США в 1915 году. Леннарт Л. Копра (1924—1998), их сын, служил лётчиком в Армии США в 1942—1946 годах, после демобилизации занимался проблемами глухонемых, был специалистом в области аудиологии, был избран почётным профессором Техасского университета в Остине. Мать Тимоти, Марта, имела немецкие корни — предки её отца переселились в Америку из Германии в 1880-х годах, а предки её матери — в начале XVIII века. Тимоти рос вместе с братьями Эндрю и Дэниелом и сестрой Лаури.
В 1981 году, после окончания школы (англ. McCallum High School) в Остине, Тимоти поступил в Военную академию США в Вест-Пойнте, которую окончил в 1985 году со степенью бакалавра (англ. B.S.).
В августе 1986 года Копра стал лётчиком Армии США. Вплоть до 1990 года служил на военной базе Форт-Кэмпбелл в Кентукки, где занимал должности командира взвода, старшего помощника командира части, заместителя командира воздушно-десантной эскадрильи в 101-й воздушно-десантной дивизии.
В 1990 году Тимоти был переведён в 3-ю бронетанковую дивизию (англ. 3rd Armored Division) в Ханау (Германия). Во время войны в Персидском заливе, Тимоти Копра, в составе дивизии, принимал участие в операциях «Щит пустыни» и «Буря в пустыне». Службу Копра закончил в Германии командиром группы ударных вертолётов, после чего вернулся в США.
В 1995 году Тимоти Копра со степенью магистра (англ. M.S) по аэрокосмическому машиностроению (англ. Aerospace engineering) окончил Технологический институт Джорджии, и получил направление в школу лётчиков-испытателей (USNTPS — от англ. United States Naval Test Pilot School) ВМС США. Затем Копра был направлен на службу в технико-испытательный центр Армии США (англ. Aviation Technical Test Center), где работал лётчиком испытателем по различным программам. Там же Копра был руководителем испытаний вертолётов RAH-66 Comanche.
В сентябре 1998 года Тимоти Копра начал работать в космическом центре имени Линдона Джонсона в качестве инженера-испытателя в монтажно-испытательном комплексе, где занимался тестированием программного обеспечения для Международной космической станции (МКС) и принимал участие в работе по обслуживанию шаттлов. На этот момент Тимоти Копра успешно окончил армейские курсы парашютистов, штурманские курсы и колледж командного состава при генеральном штабе.

## Работа в НАСА
26 июля 2000 года Тимоти Копра прошёл отбор астронавты 18-го набора НАСА. Прошёл полный курс ОКП, по окончании получив квалификацию специалиста полёта и назначение в Отделение управления станции Отдела астронавтов (англ. Astronaut Office Station Operations Branch). Занимался в программе тестирования интерфейсов связи модулей МКС, программного обеспечения бортовых компьютеров и локальной сети на станции.
С 26 по 28 января 2006 года Тимоти Копра в составе условного экипажа, вместе с Максимом Сураевым и Николь Скотт, участвовал в двухсуточном экзамене на умение выжить в безлюдной местности в случае аварийной посадки спускаемого аппарата (экзамен проходил в лесах подмосковья).
13 февраля 2007 года Тимоти Копра решением НАСА был назначен бортинженером в дублирующий экипаж 16-й экспедиции на МКС (МКС-16), как дублёр Гаррета Рейсмана, а затем в дублирующий экипаж 17-й экспедиции, как дублёр Грегори Шамитоффа.
Летом 2007 года Копра был в предварительном порядке назначен в основной экипаж 18-й экспедиции на МКС, и должен был стартовать на корабле «Индевор STS-127» в январе 2009 года.
21 ноября 2008 года, официальным подтверждением НАСА (пресс-релиз № 08-306), Тимоти Копра был назначен в основные составы экипажей МКС-20 и МКС-26.

### Первый полёт
Свой первый полёт Тимоти Копра совершил в качестве специалиста полёта шаттла «Индевор STS-127» и бортинженера 20-й экспедиции на МКС.
Старт шаттла был произведён 15 июля 2009 года, и 17 июля STS-127 была совершена стыковка с Международной космической станцией. В экипаже 20-й экспедиции Тимоти сменил на борту МКС бортинженера Коити Ваката (JAXA).
Во время полёта Тимоти выполнил один выход в открытый космос:
- 18 июля — общая продолжительность 5 часов 32 минуты (вместо запланированных 6 с половиной часов)[5], во время которого астронавты Тимоти Копра и Дэвид Вулф подготовили 4-тонную внешнюю платформу JEF к монтажу на модуле Кибо и начали приготовление станции к прибытию в сентябре грузового корабля HTV (сокр. от H-II Transfer Vehicle)[6].

После прибытия 31 августа 2009 года на станцию на шаттле «Дискавери STS-128» нового бортинженера 20-й экспедиции Николь Стотт, 1 сентября 2009 года Тимоти Копра перешёл в экипаж шаттла в качестве специалиста полёта, и 8 сентября шаттл отстыковался от МКС. STS-128 совершил посадку 11 сентября на авиабазе Эдвардс в Калифорнии.
Общая продолжительность первого полёта составила 58 суток 2 часа 50 минуты 15 секунд.

### Второй полёт
18 сентября 2009 года в пресс-релизе НАСА № 09-218 было сообщено о назначении Тимоти Копра специалистом полёта в экипаж шаттла STS-133 (последний полёт по программе Спейс Шаттл"), полёт которого был назначен на 16 сентября 2010 года. Однако, из-за травмы полученной во время катания на велосипеде это назначение было отменено, вместо него полетел Стивен Боуэн.
Проходил подготовку в качестве бортинженера дублирующего экипажа космического корабля «Союз ТМА-17М» и основного экипажа «Союз ТМА-19М».
Второй полёт Тимоти Копра начал 15 декабря 2015 года в составе экипажа Союз ТМА-19М вместе с Юрием Маленченко (Россия) и Тимоти Пиком (Великобритания). Приземлился 18 июня 2016 года в 12:15 мск. Продолжительность пребывания Тимоти Копра на орбите, в составе экипажа экспедиции МКС-46/47 составила 186 суток.

## Награды
- Медаль «За заслуги в освоении космоса» (12 апреля 2011 года) — за большой вклад в развитие международного сотрудничества в области пилотируемой космонавтики[12]

## Личная жизнь
Жена: Дон Леман. Дети: Мэтью, Жаклин. Увлечения: бег, плавание и езда на велосипеде. Радиолюбитель с позывным KE5UDN.